# La resurrección de Cristo (Santo Domingo el Antiguo)
La resurrección de Cristo es un lienzo realizado por el Greco para el retablo lateral —del lado de la epístola— de la iglesia del Monasterio de Santo Domingo el Antiguo.

## Introducción
En una memoria escrita en la primavera de 1577, el Greco se comprometió con Diego de Castilla a realizar —para la iglesia del convento de Santo Domingo el Antiguo— seis obras de pintura y modelos de las esculturas para un gran retablo central, así como dos pinturas más para sendos retablos laterales. La temática de los dos retablos laterales debería tratar el inicio y el final del ciclo iconográfico de Jesús de Nazaret. Según este programa, el retablo del lado de la epístola mostraría la Resurrección de Jesús, donde también tendría que estar representado san Ildefonso.

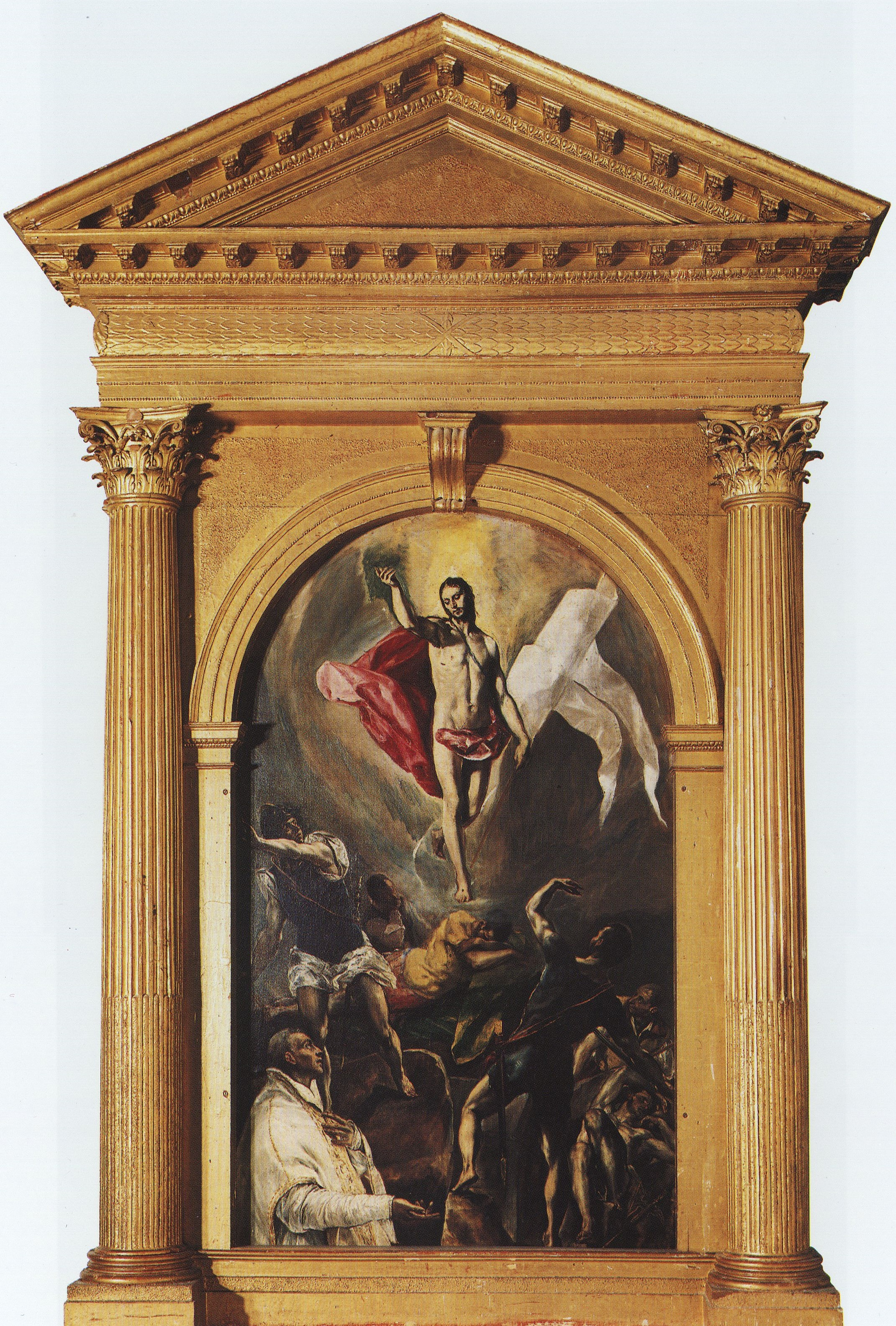
El lienzo del Greco, en el marco correspondiente

## Análisis de la obra
- Pintura al óleo sobre lienzo;
- Datación: 1577-1579;
- Dimensiones: 210 x 128 cm;
- Consta con el n º. 8 en el catálogo razonado de Harold Wethey y con el 23-I en el de Tiziana Frati.[3]

Según Wethey este lienzo es aún más conmovedor que el de la La Trinidad, y la figura de Cristo  —aunque no tan alargada— reproduce la de aquel lienzo. Es una obra intensa desde un punto de vista dramático y pictórico, gracias a la integración de todos los personajes con la figura de Jesucristo, que forma una V con el estandarte de la Resurrección. La luz crepuscular contribuye a crear una atmósfera de misterio, milagro y poesía. Dentro del corpus pictórico del Greco, esta obra es una de las que más recuerdan a Miguel Ángel. Concretamente, el soldado desnudo representado en escorzo, en la parte inferior derecha, recuerda la escultura de La Notte, en las Capillas de los Médici de la Basílica de San Lorenzo.
La figura de la parte inferior izquierda corresponde a san Ildefonso, con vestidos blancos pascuales, adecuados a este tema. Es muy plausible que su rostro corresponda al de Diego de Castilla, tesis que Cossío fue el primero en sugerir. Esta obra sigue una composición basada en un triángulo alargado, cuyo eje y vértice se encuentran en la figura de Cristo, contrapesado por dos triángulos invertidos: el que forma el propio Cristo con el estandarte y sus ropajes desplegados, y el formado por los dos soldados incorporados. Gudiol comenta que este esquema es modificado por el verticalismo de la obra, al mismo tiempo que los escorzos de los soldados crean un efecto de profundidad. Una mandorla casi imperceptible rodea el cuerpo de Cristo, flanqueado por dos paños, que dejan casi completamente al descubierto su cuerpo desnudo. La ausencia de paisaje es total. El grupo de soldados muestra de forma magistral cómo el Greco distribuye, matiza y gradúa los efectos de luz y sombra..
Al contrario de lo que sucede en La Asunción de María, el sepulcro aparece medio oculto por un peñasco, y por el soldado en primer término. Siguiendo las indicaciones de Johannes Molanus, el sepulcro cerrado y con un soldado durmiendo encima, indican que Cristo no tuvo que romper sus sellos para resucitar. La actitud de los soldados es dispar: tres aparecen dormidos, otro empieza a incorporarse; otros dos son conscientes del milagro, contemplando a Cristo y protegiéndose con las manos de la intensa luz. Con ello, el pintor alude al diferente grado en que cada uno de ellos está iluminado por el milagro.

### Situación dentro del conjunto
- Retablo lateral, del lado de la epístola.